# Ulrika Rehnström Loi
Ulrika Rehnström Loi, född 7 januari 1973, i Pargas är en finlandssvensk barnmorska och forskare. 
Rehnström Loi har arbetat som barnmorska i Afrika och Mellanöstern. Hon fick Vivian Wahlbergs stipendium år 2013.
När hon insåg hur många oönskade barn det föds bytte hon inriktning och började att forska. Hon doktorerade på Karolinska Institutet år 2020 med en avhandling om abort, preventivmedel och socialt stigma i västra Kenya.
Rehnström Loi arbetar sedan 2021 med abortfrågor vid Världshälsoorganisationen WHO i Genève. Hon  utsågs till sommarpratare i radioprogrammet Vegas sommarpratare i YLE år 2023.